# Église Spirito Santo
L'église Spirito Santo est une église catholique de Venise, en Italie.

## Histoire
Le couvent de religieuses augustines a été fondée en 1483 par Maria Caroldo, nonne de Sainte-Catherine, qui a ensuite été jugée pour immoralité et dilapidation d'actifs communautaires. L'église, dédiée à l'Esprit Saint, construit conjointement avec le monastère fut reconstruite au XVIe siècle du dessin de Santo Verde.

La communauté a été supprimée en exécution du décret royal du 8 juin 1805 et concentrée à Sainte-Justine en 1806. L'église est restée fermée jusqu'en 1808.